# と

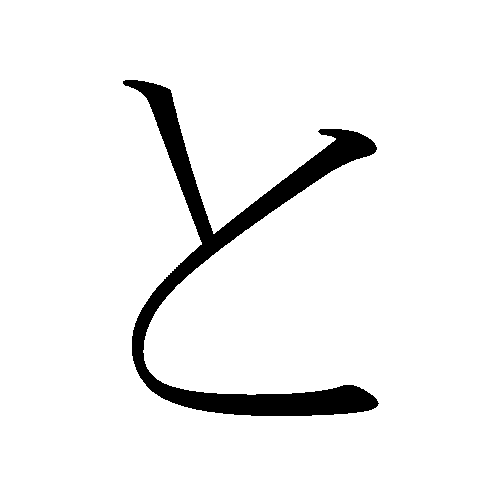
平假名と（清音）

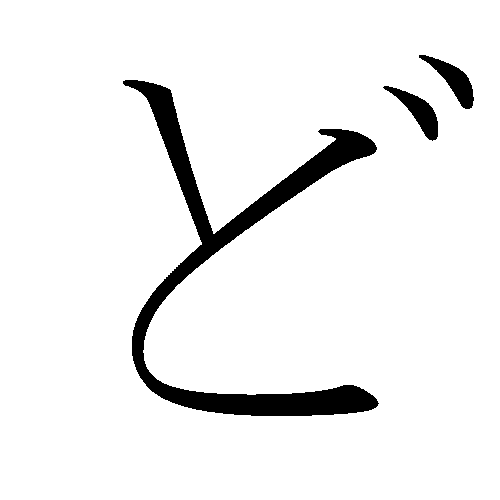
平假名ど（濁音）

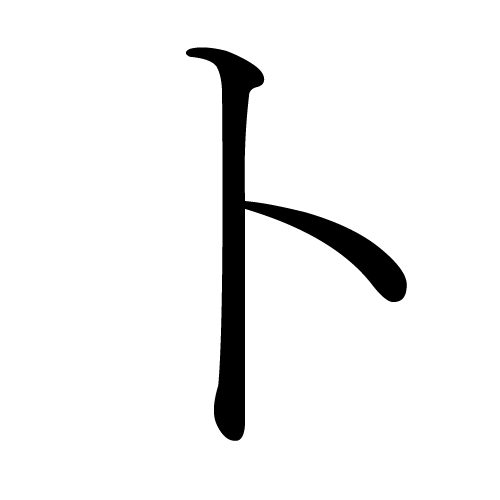
片假名ト（清音）

平假名と和片假名ト是日语的假名之一，由一个音节组成。在日语五十音图中排第4行第5个（た行お段）的位置。と（平假名）和ト（片假名）是清音，其對應的濁音為ど（平假名）和ド（片假名）。

## 筆劃順序

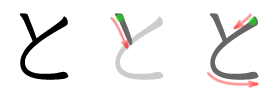
平假名と的筆劃順序

片假名ト的筆劃順序

## 關於と和ト
| 現代日語發音     | 由1個子音和1個母音形成／to̞／音，其對應的濁音為／do̞／音                |
| 五十音顺序       | 第20位                                                                |
| 伊吕波顺序       | 第7位，「へ」之后、「ち」之前                                         |
| 平假名「と」字源 | 「止」字的草書                                                        |
| 片假名「ト」字源 | 「止」字的首兩筆                                                      |
| 日语罗马字       | :平文式罗马字：to 训令式罗马字：to :平文式罗马字：do 训令式罗马字：do |
| 点字：           | \| －● ●● ●－ \|                                                      |
| 通话表           | 「京のト」                                                            |
| 摩尔斯电码       | ・・－・・                                                            |
| －● ●● ●－       |                                                                       |